# Sachsenhagen

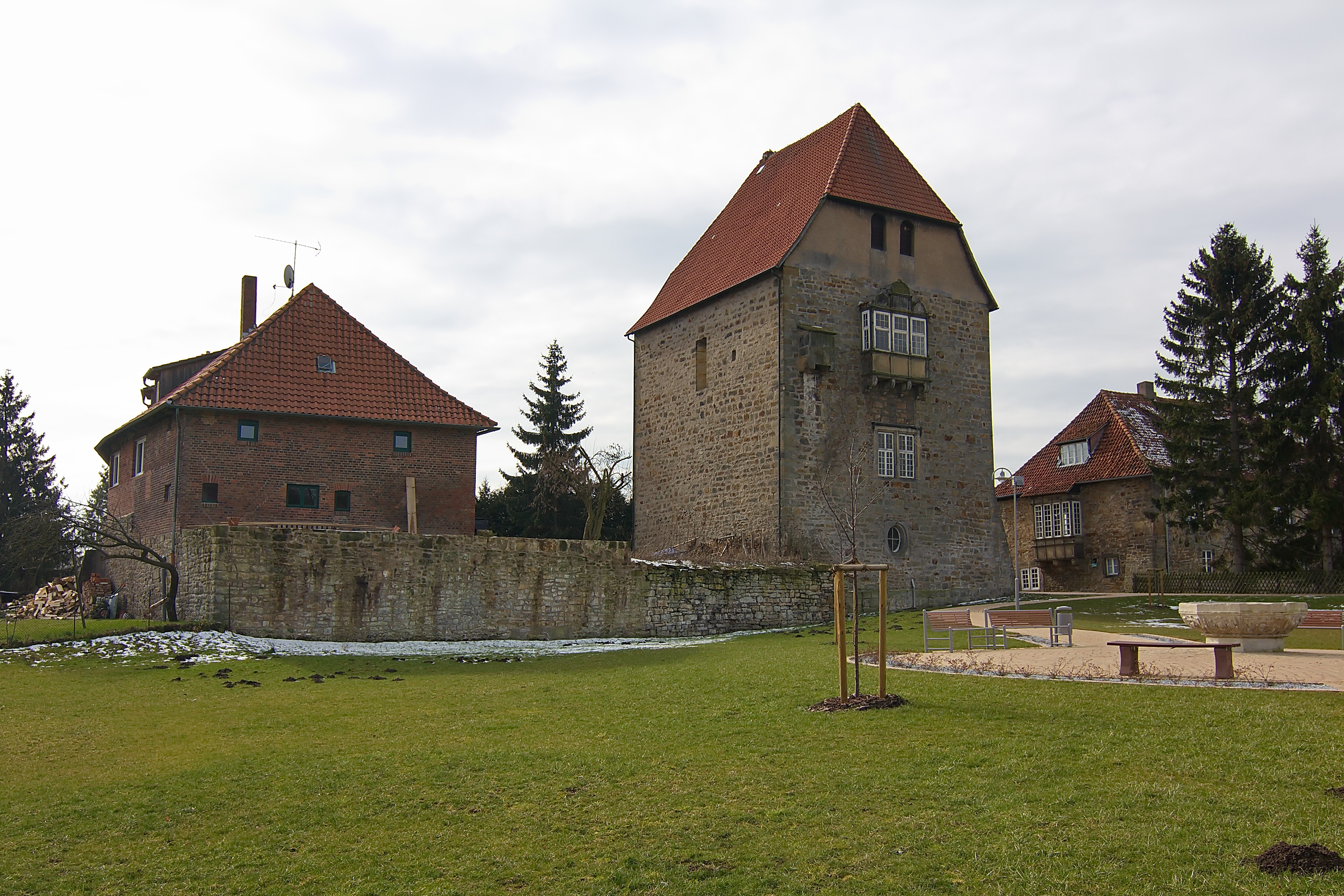
Wasserburg Sachsenhagen

Sachsenhagen ist eine Stadt im Landkreis Schaumburg in Niedersachsen und Teil der Samtgemeinde Sachsenhagen.

## Geografie
Die Stadt grenzt im Süden an den Mittellandkanal und liegt 6 km südlich des Steinhuder Meeres. Die Sachsenhäger Aue und der Ziegenbach durchfließen das Stadtgebiet. Der Ort ist gemessen sowohl an der Einwohnerzahl (1953) als auch an der Fläche (15,53 km²) die viertkleinste Stadt in Niedersachsen. Nachbarstädte sind Rehburg-Loccum, Wunstorf, Bad Nenndorf und Stadthagen.
Zur Stadt Sachsenhagen gehören die Ortsteile Sachsenhagen und Nienbrügge.

## Geschichte
Sachsenhagen geht auf die Wasserburg Sachsenhagen im Dülwald zurück. Sie wurde zwischen 1248 und 1253 von Herzog Albrecht I. von Sachsen (1175–1260) aus dem Geschlecht der Askanier südlich an der Sachsenhagener Aue erbaut wurde, um das Gebiet in Besitz zu nehmen. Da das Bistum Minden zum Sachsenhäger Gebiet Hoheitsrechte anmeldete, musste Herzog Albrecht I. von Sachsen die von ihm erbaute Burg 1253 teilweise an den Bischof von Minden abgeben. Eine Urkunde aus dem Jahr 1253 berichtet vom Castro Sassenhagen.
1297 heiratete Graf Adolf VI. von Holstein-Schaumburg Helene, die Tochter Herzogs Johann I. von Sachsen-Lauenburg. Helene brachte anstelle einer Mitgift von 500 Mark reinen Silbers die Pfandschaft und damit die Verfügungsgewalt über den sächsischen Teil von Burg und der Ortschaft Sachsenhagen in die Ehe ein. Die Burg Sachsenhagen wurde nie zurückgegeben beziehungsweise das Pfand nie eingelöst und stand seither unter Schaumburger Hoheit.
Obwohl Stadt und Burg den Namen eines Hagens tragen, ist der Ursprung nicht eine bäuerliche Hagensiedlung wie im nahen Auhagen, sondern ein bäuerlicher Flecken, dessen Einwohner neben der Ackerwirtschaft freiem Handel und Handwerk nachgingen.
Am 8. Mai 1407 erhielt die Siedlung Sachsenhagen durch Graf Adolf XI. von Holstein-Schaumburg Fleckenrechte mit Garantie von Freizügigkeit, frei vererblichen und veräußerlichen Grundbesitz, Befreiung von grundherrlichen Dienstpflichten und Zusicherung einer Ratsverfassung.
1561 wurde Sachsenhagen als Flecken das Recht auf Siegel- bzw. Wappenführung und Anlegung eines den Stadtbüchern gleichwertigen Fleckenbuches durch Graf Otto IV. von Holstein-Schaumburg verliehen. Das erste Wappen zeigt im roten Feld über einem Teich das silberne Nesselblatt ohne Schildform.
Das Amt Sachsenhagen wurde 1596 das Erbteil des Grafen Ernst von Holstein-Schaumburg und seiner Frau Hedwig, der Tochter des Landgrafen Wilhelm IV. des Weisen von Hessen-Kassel. Die Wasserburg Sachsenhagen wurde durch Graf Ernst zum Schloss ausgebaut. Im Jahr 1601 siedelte Graf Ernst nach Stadthagen über, weil er nach dem Tode seines Stiefbruders Adolf XI. die Herrschaft der Grafschaft Schaumburg übernahm und 1619 zum Fürsten ernannt wurde. Das Amt Sachsenhagen fiel 1622 Graf Hermann zu, der auf das Schloss Sachsenhagen mit seiner Frau Katharina zog. Er residierte auf dem Schloss bis zu seinem Tode am 15. Dezember 1634. Seine Witwe Katharina Sophia wohnte trotz der Teilung der Grafschaft im Jahre 1647 bis zu ihrem Tode im Alter von 88 Jahren am 18. September 1665 weiter im Schloss Sachsenhagen.
Eine Feuersbrunst von 1619, die den gesamten Ort vernichtete, überstanden nur das Rathaus und das Schloss, das noch einzelne Bauteile aus dem Mittelalter (Turm) und dem 16. und 17. Jahrhundert (Karyatidenportal) aufweist.
1647 wurde, nach dem Aussterben des Grafengeschlechts im Mannesstamm mit dem 27-jährigen Otto V. von Holstein-Schaumburg, die alte Grafschaft Schaumburg geteilt. In Verträgen im westfälischen Frieden (Oktober 1648) wurde die Teilung besiegelt. Die südliche und östliche Hälfte des Amtes Sachsenhagens kam an die Landgrafschaft Hessen-Kassel unter der hessischen Landgräfin Amalie Elisabeth (1637–1650) als die Witwe des Landgrafen von Hessen-Kassel. Sachsenhagen wurde Grenzort und ist somit eine hessische Teil-Enklave in der Grafschaft Schaumburg-Lippe.
1650 erhielt Sachsenhagen unter hessischer Herrschaft das Stadtrecht.
1807 wurde Sachsenhagen Teil des Königreichs Westphalen unter König Jérôme Bonaparte im Weserdepartment. Sachsenhagen war Hauptort eines Kantons mit neun Gemeinden im Distrikt Rinteln/Weser. Nach dem Ende des Königreichs Westphalen im Jahr 1813 gehörte Sachsenhagen wieder zur hessischen Grafschaft Schaumburg. Nach der hessischen Verwaltungsreform im Jahre 1821 nannte sich die Grafschaft Schaumburg fortan Kreis Schaumburg in der Provinz Niederhessen, Justizamt Rodenberg. 1839 wurde das Nachbardorf Kuhlen eingemeindet.
„Sachsenhagen, die nördlichste der hessischen Städte, liegt in der Ebene auf einer Insel der Aue, 5 ½ Stunden von Rinteln. Südlich von der Stadt liegen die Trümmer des gleichnamigen Schlosses“, heißt es in einer Beschreibung des Kurfürstentums Hessen aus dem Jahre 1842.
Sachsenhagen kam 1866 zur preußischen Provinz Hessen-Nassau in den preußischen Regierungsbezirk Kassel. Am 28. Dezember 1877 erfolgte die Ersteigerung der Domäne und der dazugehörigen Ländereien für 242.030 Mark durch die Stadt und die Eingemeindung, Aufteilung und Verkauf des Domänenlandes an die Bürger der Stadt. Der Landkreis Grafschaft Schaumburg und damit Sachsenhagen wurden 1932 im Rahmen einer Verwaltungsreform innerhalb Preußens der Provinz Hannover zugeteilt und auch zum NSDAP-Gau Westfalen Nord mit Sitz in Münster. Nach der Gründung des Landes Niedersachsen im Jahre 1946 gehörte Sachsenhagen zum Kreis Grafschaft Schaumburg mit Rinteln als Kreisstadt.
Das Gründungsjahr der Freiwilligen Feuerwehr war 1889. 1912 wurde die „neue Freiwillige Feuerwehr“ gegründet. Von 1912 datieren auch neue Statuten, gedruckt bei W. Leimbach.
Nach Kriegsende 1945 erschlugen freigelassene Zwangsarbeiter den Wehrführer der Freiwilligen Feuerwehr, Eduard Bock, in seiner Werkstatt.
Im Zuge der Verwaltungs- und Gebietsreform im Lande Niedersachsen am 1. März 1974 wurde die Stadt zusammen mit dem Ort Nienbrügge als Mitgliedsgemeinde Sachsenhagen in die Samtgemeinde Sachsenhagen aufgenommen.
Am 28. Januar 2010 zerstörte ein Feuer ein in Fachwerk errichtetes Wohn- und Geschäftshaus in der Altstadt.
Am 1. März 1974 wurde die Nachbargemeinde Nienbrügge eingegliedert.
Dorferneuerung
Zwischen 2003 und 2012 befand sich Sachsenhagen im Dorferneuerungsprogramm des Landes Niedersachsen. Im privaten Bereich förderte das Land 20 Projekte mit 118.014 Euro. Im öffentlichen Bereich wurden acht Bauprojekte mit 609.761 Euro bezuschusst. Das öffentliche Investitionsvolumen belief sich auf ~ 2,75 Millionen Euro. Hiervon trug die Stadt ~ 1,24 Millionen Euro. Herzstück der Dorferneuerung war die Um- und Neugestaltung des Sachsenhagener Marktplatzes.

## Religion
In Sachsenhagen diente zunächst das 1607 errichtete Rathaus als Gebetshaus, das im Jahr 1712 einen Glockenturm erhielt. Die rund 2000 Mitglieder starke evang.-lutherische Kirchengemeinde Sachsenhagen, seit 1990 mit Auhagen, ist Teil der Evangelisch-lutherischen Landeskirche Schaumburg-Lippe. Sie wurde 1650 mit Verleihung der Stadtrechte durch Gräfin Amalie Elisabeth zu Hessen-Kassel eine selbstständige Kirchengemeinde. Das beinhaltete auch das Recht zum Bau einer Kirche, die daraufhin in den Jahren 1663 bis 1676 errichtet wurde, wegen fehlender finanzieller Mittel zunächst ohne Turm. Durch eine Spende einer Privatperson wurde im Jahre 1976 die nachträgliche Errichtung eines Kirchturms ermöglicht. Die Kirche wurde 1996/97 grundlegend saniert. Seit 2004 trägt sie den Namen Elisabethkirche.
Die 1963 geweihte katholische Herz-Jesu-Kirche in Sachsenhagen gehört zum Bistum Hildesheim mit dem Dekanat Weserbergland und wird als Filialkirche der Pfarrgemeinde St. Joseph in Stadthagen genutzt.
Vor Vertreibung und Deportation in der Zeit des Nationalsozialismus gab es in Sachsenhagen eine jüdische Synagoge (Kuhle) und einen jüdischen Friedhof. Dieser ist heute als Park erhalten.

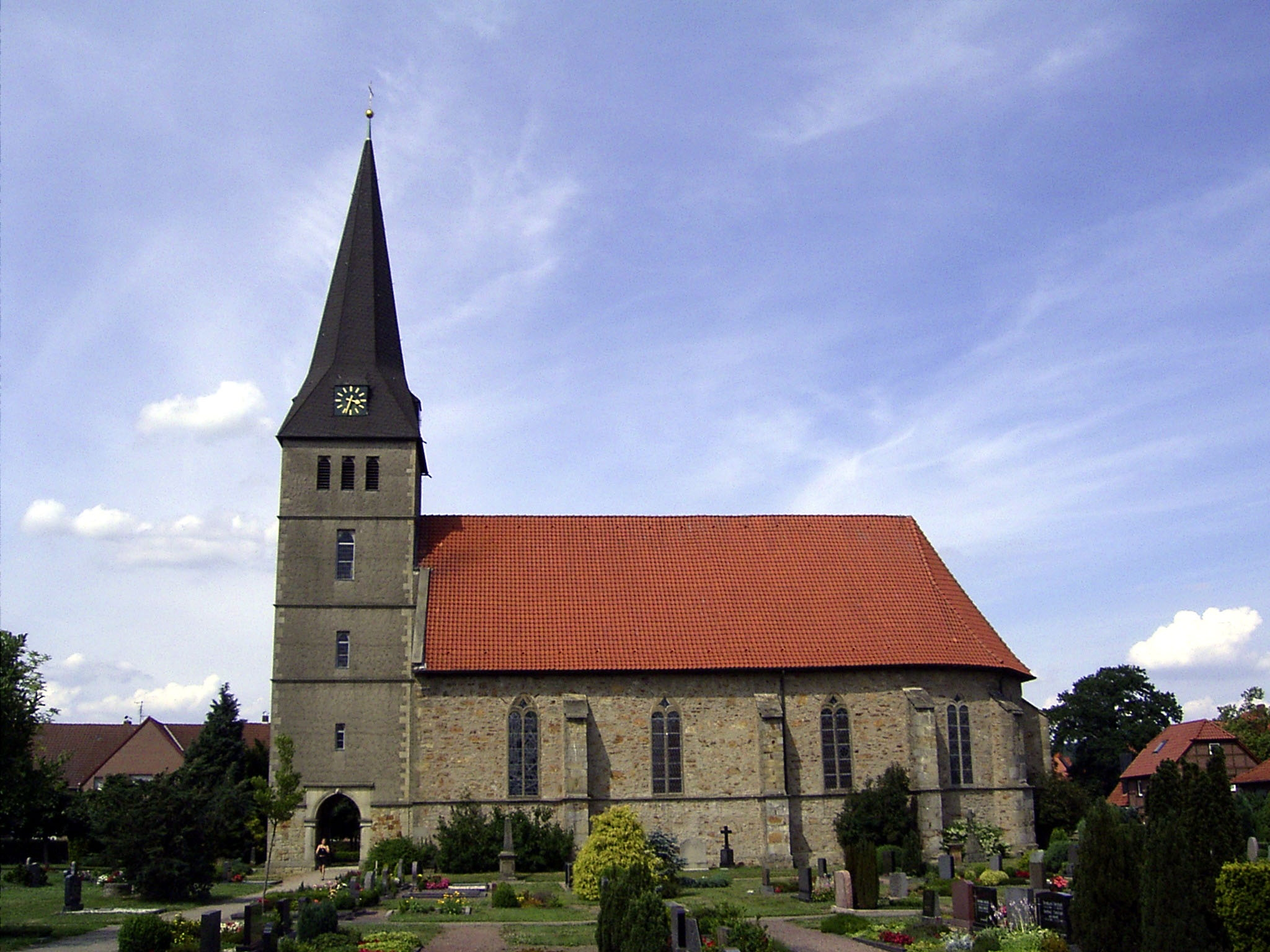
Elisabethkirche
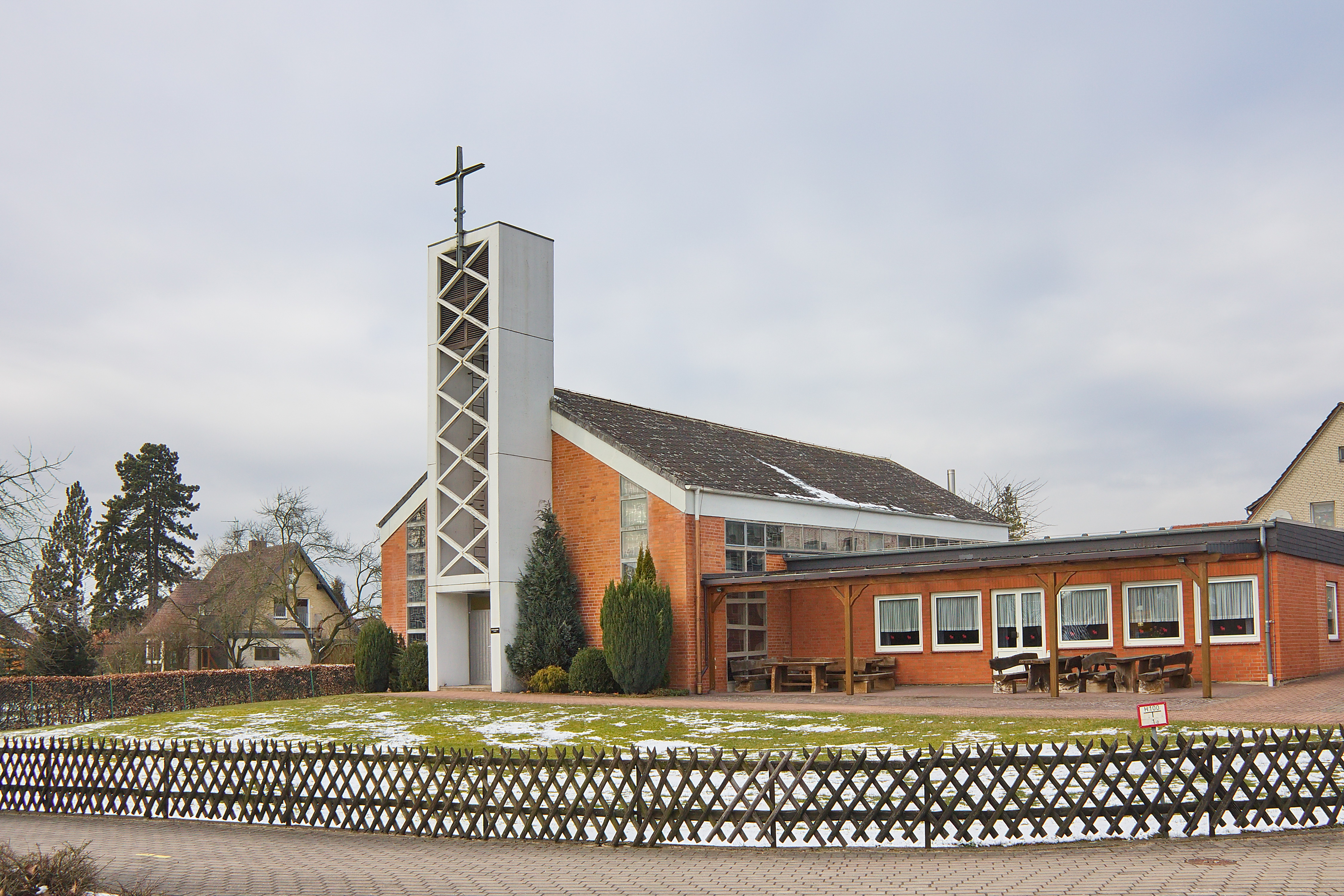
Herz-Jesu-Kirche
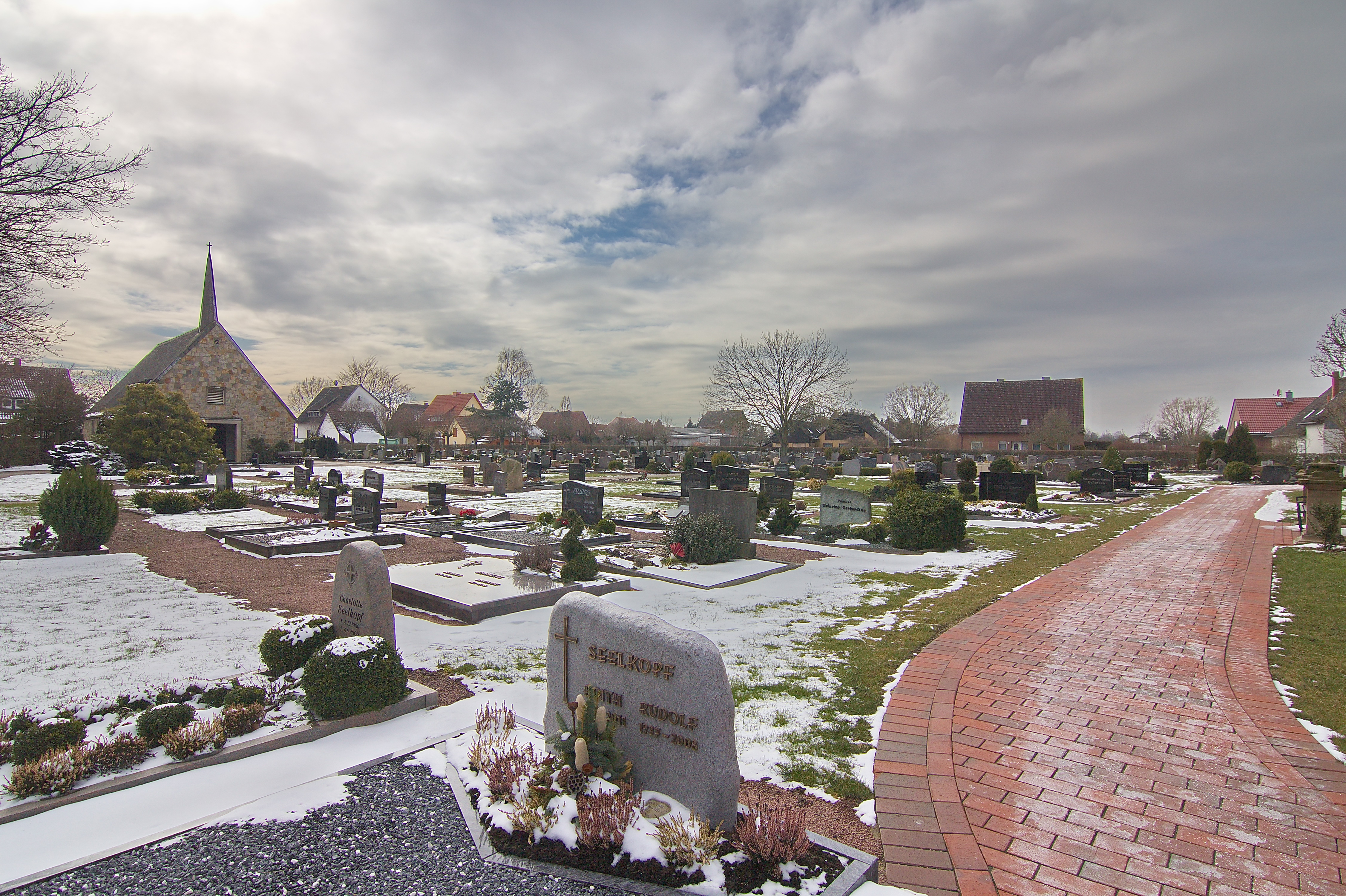
Friedhof
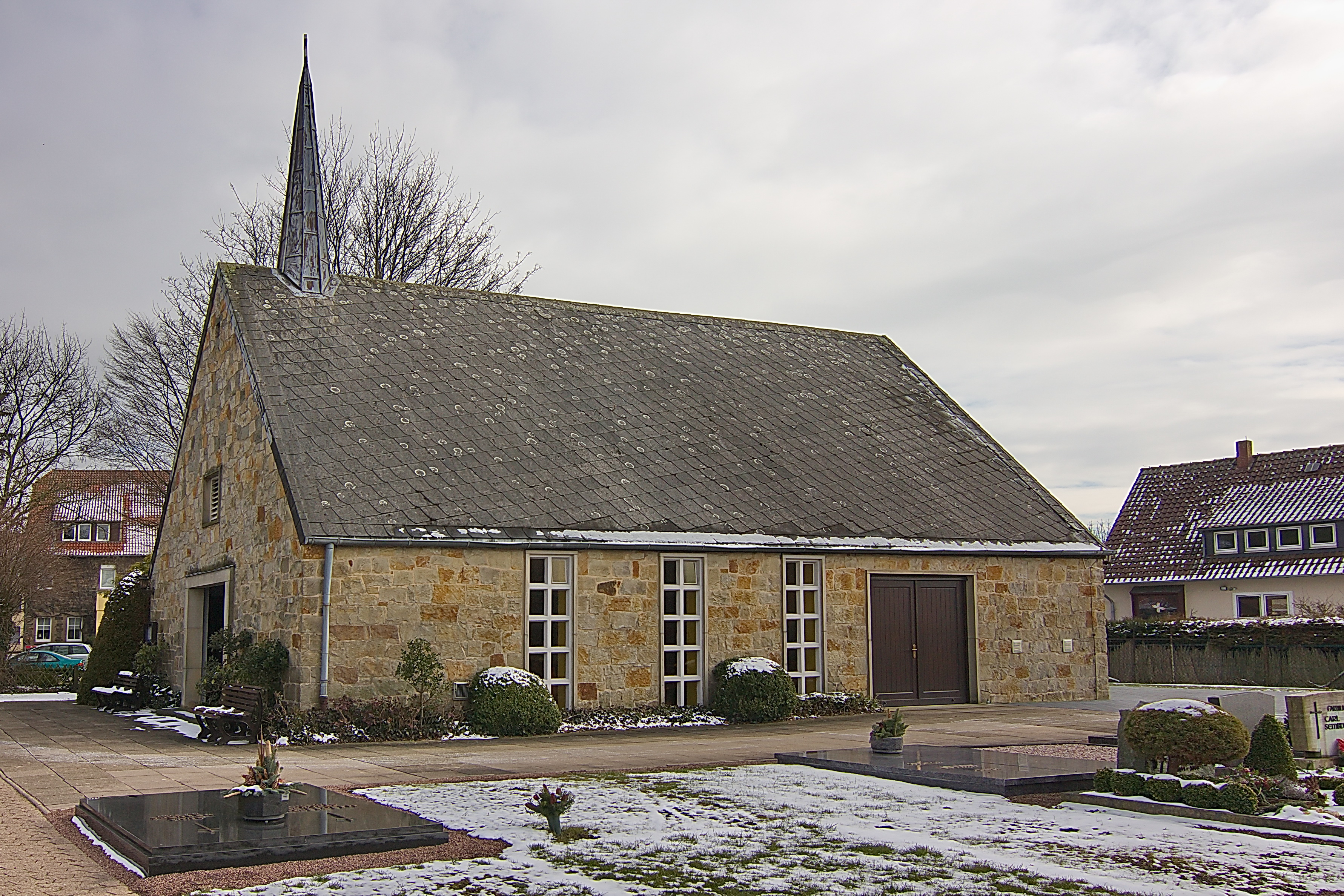
Friedhofskapelle

## Politik

### Gemeinderat

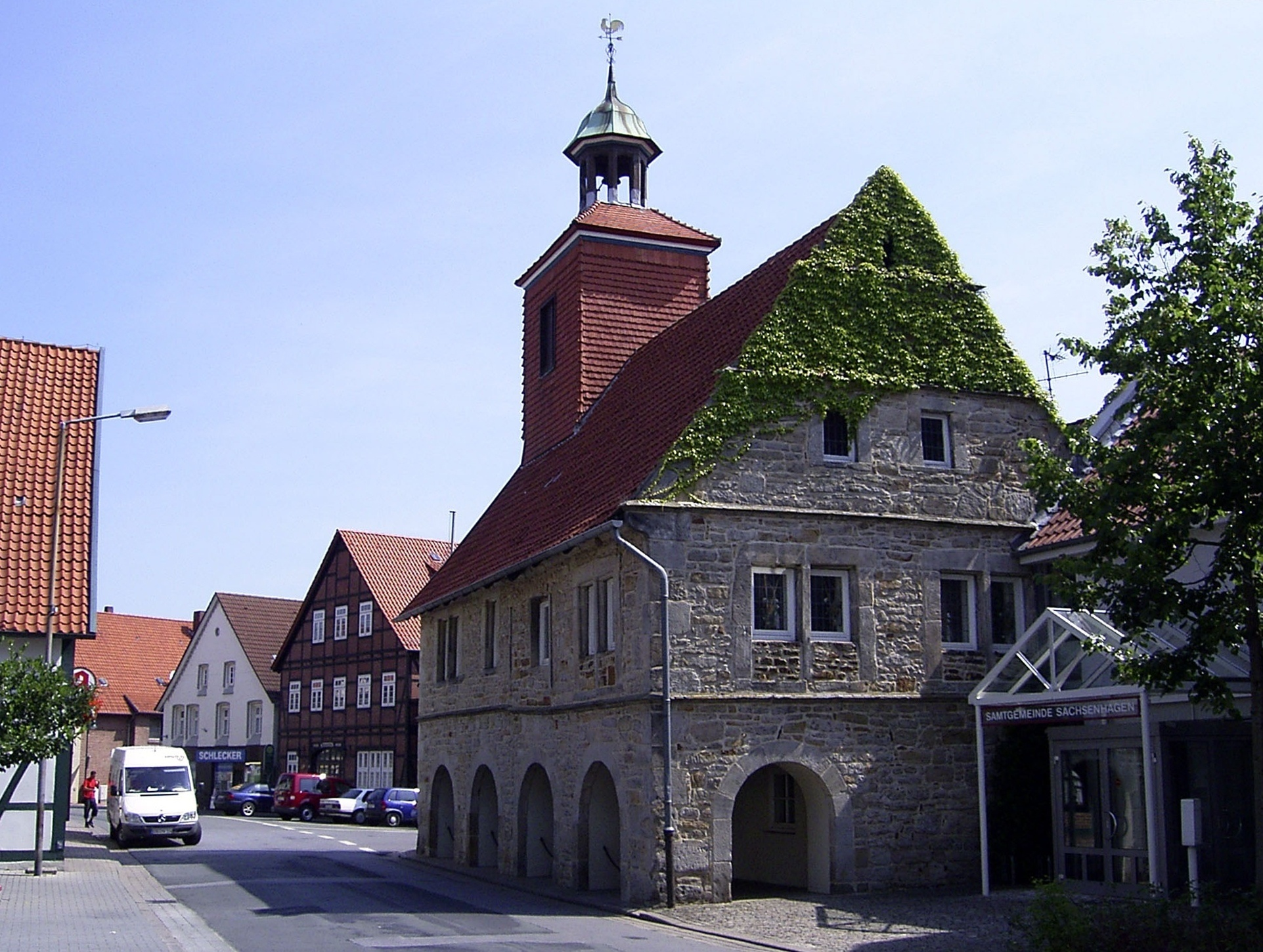
Das Rathaus

Der Gemeinderat der Stadt Sachsenhagen setzt sich aus 13 Ratsfrauen und Ratsherren zusammen. Die Ratsmitglieder werden durch eine Kommunalwahl für jeweils fünf Jahre gewählt.
Bei den vergangenen Kommunalwahlen ergaben sich folgenden Sitzverteilungen:
| Wahljahr | SPD | CDU | GRÜNE | WGS | Gesamt   |
| 2021     | 7   | 3   | 1     | –   | 11 Sitze |
| 2016     | 6   | 4   | 1     | –   | 11 Sitze |
| 2011     | 7   | 4   | 1     | 1   | 13 Sitze |

Stand: Kommunalwahl am 12. September 2021

### Bürgermeister/Verwaltung
Ehrenamtlicher Bürgermeister ist Ralf Hantke, Stadtdirektor ist Frank Behrens. Das Rathaus der Samtgemeinde Sachsenhagen in Sachsenhagen beherbergt auch die Verwaltung der Stadt Sachsenhagen.

### Wappen/Flagge
- Das Wappen der Stadt besteht aus zwei im Wasser stehenden Löwen, die das silberne Schaumburger Nesselblatt mit drei Nägeln aus dem blauen Wasser mit rotem Grund hochheben.
- Die Flagge zeigt auf rotweißem Grund das Wappen der Stadt.[12]

## Kultur und Sehenswürdigkeiten

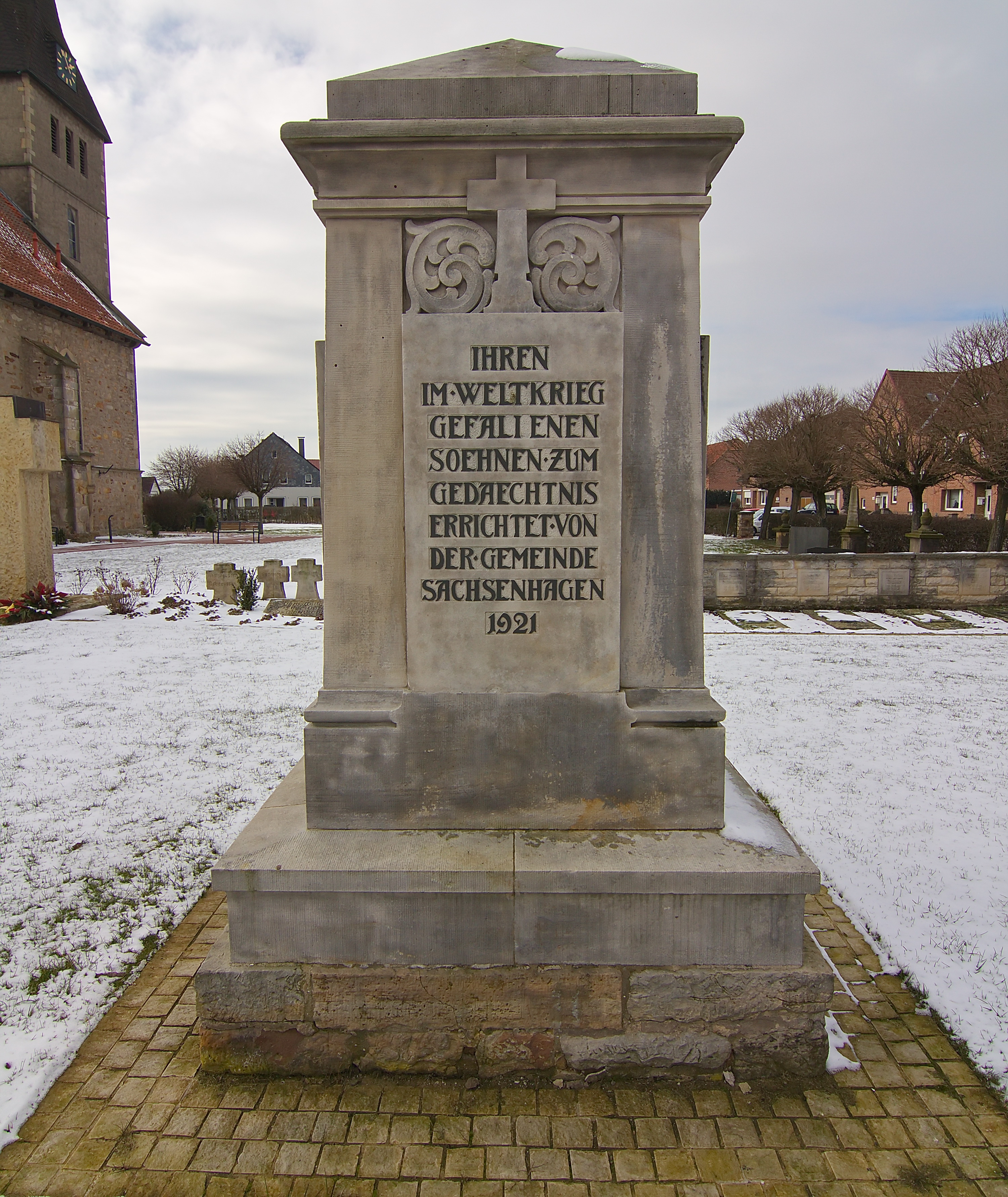
Kriegerdenkmal

### Bauwerke
- Ev.-luth. Elisabethkirche
 Der gotisierende Bau mit fünfseitigem Chor liegt außerhalb des eigentlichen Ortskernes. Er wurde 1663–1676 als Nachfolgebau der Stadtkirche in Bückeburg errichtet. Den Glockenturm in historisierenden Formen fügte man erst 1976 hinzu. In den Jahren 1962 und 1996/97 wurde die Kirche umfassend renoviert. Im Inneren wird die Dreischiffigkeit durch schlanke Holzsäulen angedeutet, die die Holzdecke tragen. Die Ausstattung stammt noch größtenteils aus der Erbauungszeit, darunter der Altar von 1679 mit großem Tafelgemälde, der kelchförmige Taufstein und die Kanzel mit Evangelistenfiguren. Kronleuchter von 1730. Der Orgelprospekt in neobarocken Formen stammt von 1878. Seit dem 29. August 2004 trägt sie den Namen „Elisabethkirche“.
- Kath. Herz-Jesu-Kirche
Die Kirche wurde 1962/63 erbaut, nachdem sich infolge der Flucht und Vertreibung Deutscher aus Mittel- und Osteuropa 1945–1950 wieder Katholiken in Sachsenhagen niedergelassen hatten.
- Wasserburg Sachsenhagen
Die ehemalige Wasserburg wurde zwischen 1248 und 1253 durch Herzog Albrecht I. von Sachsen-Lauenburg errichtet und 1595–97 zur Residenz ausgebaut. Der Wohnturm stammt im Kern wohl noch aus dem 14. Jahrhundert. Er wurde ab 1565 durch Jacob Kölling erneuert und mit einem Treppenturm versehen. Das gegenüberliegende Amtshaus wurde 1595–97 in seiner jetzigen Form als Wohnhaus errichtet, enthält aber vermutlich einen älteren Kern. Es ist ein niedriger Massivbau mit Walmdach, der an der Giebelseite einen Erker aufweist.
- Rathaus Sachsenhagen
Der zweigeschossige Bruchsteinbau weist ein Wappen mit der Jahreszahl 1607 auf. Während das Glockentürmchen mit Laterne 1712 hinzugefügt wurde, hat man den Laubengang im Erdgeschoss erst im Laufe des 20. Jahrhunderts in das Mauerwerk gebrochen.
- Ratskeller
 Nach einem Brand 1847–1848 errichtet. 1987/88 als Sichtfachwerkbau erneuert, wobei die historische Substanz weitgehend vernichtet wurde.Eines der ältesten Fachwerkhäuser Sachsenhagens: Mittelstraße 10 von 1621

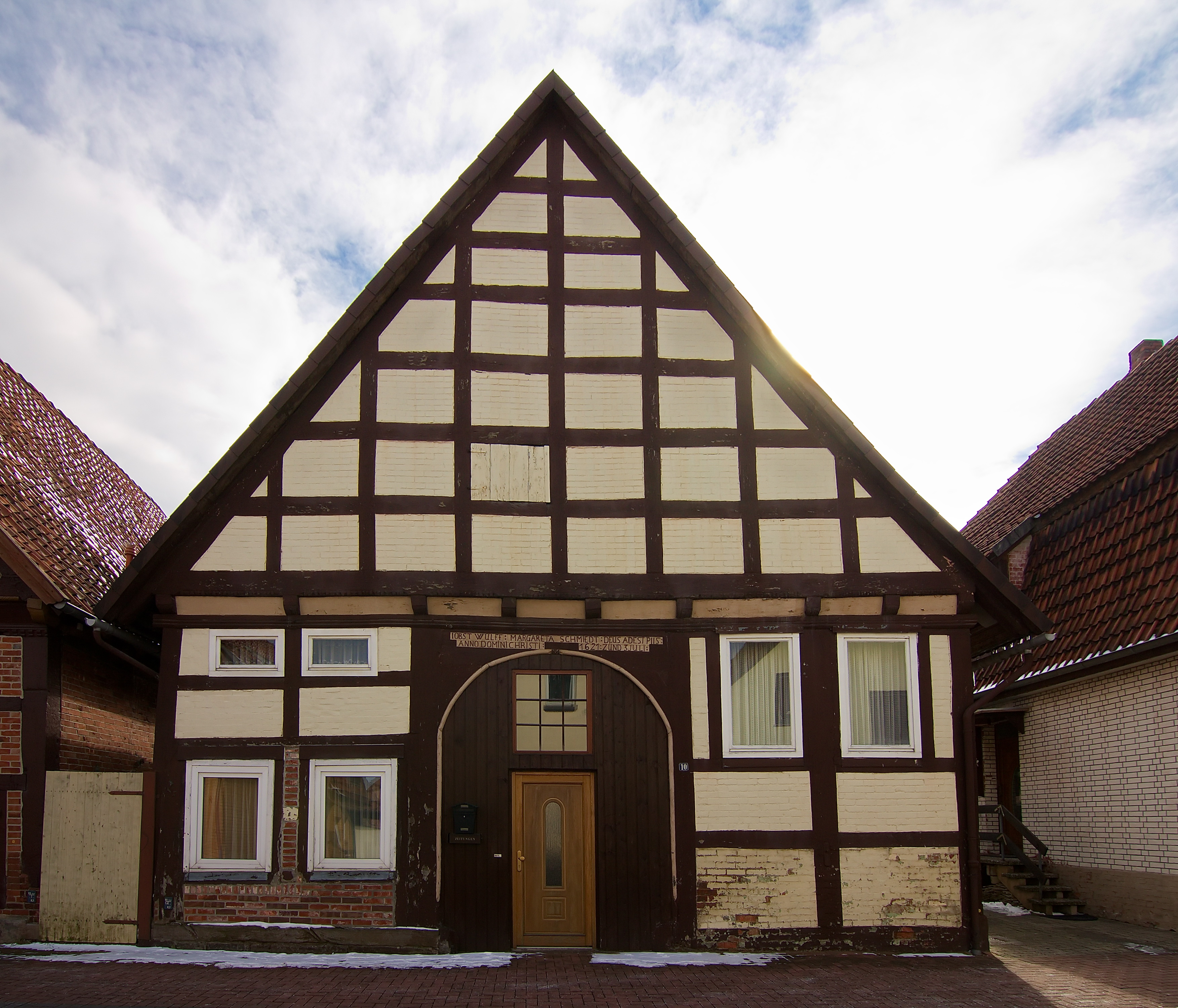
Eines der ältesten Fachwerkhäuser Sachsenhagens: Mittelstraße 10 von 1621

- Im Ortskern findet man noch mehrere Fachwerk-Dielenhäuser des 17. bis 19. Jahrhunderts. Die ältesten stehen an der Mittelstraße und wurden direkt nach dem verheerenden Brand von 1619 erbaut. Das Haus Nr. 6, das über eine Auslucht verfügt, ist zwar mit den römischen Ziffern M D X X X I (=1531) versehen, doch soll der Zimmermann hier die Jahreszahl falsch eingeschlagen haben.[13] Tatsächlich stammt es wohl aber erst von 1621. Aus demselben Jahr stammt Mittelstraße Nr. 10, während das Haus Nr. 12, das ebenfalls über eine Auslucht verfügt, am Tor 1622 bezeichnet ist. Durchweg jüngeren Datums sind die Fachwerkbauten an der Oberen Straße, die zumeist in der ersten Hälfte des 19. Jahrhunderts entstanden, so Nr. 8, 14 und 22a, die allesamt 1831 erbaut wurden.

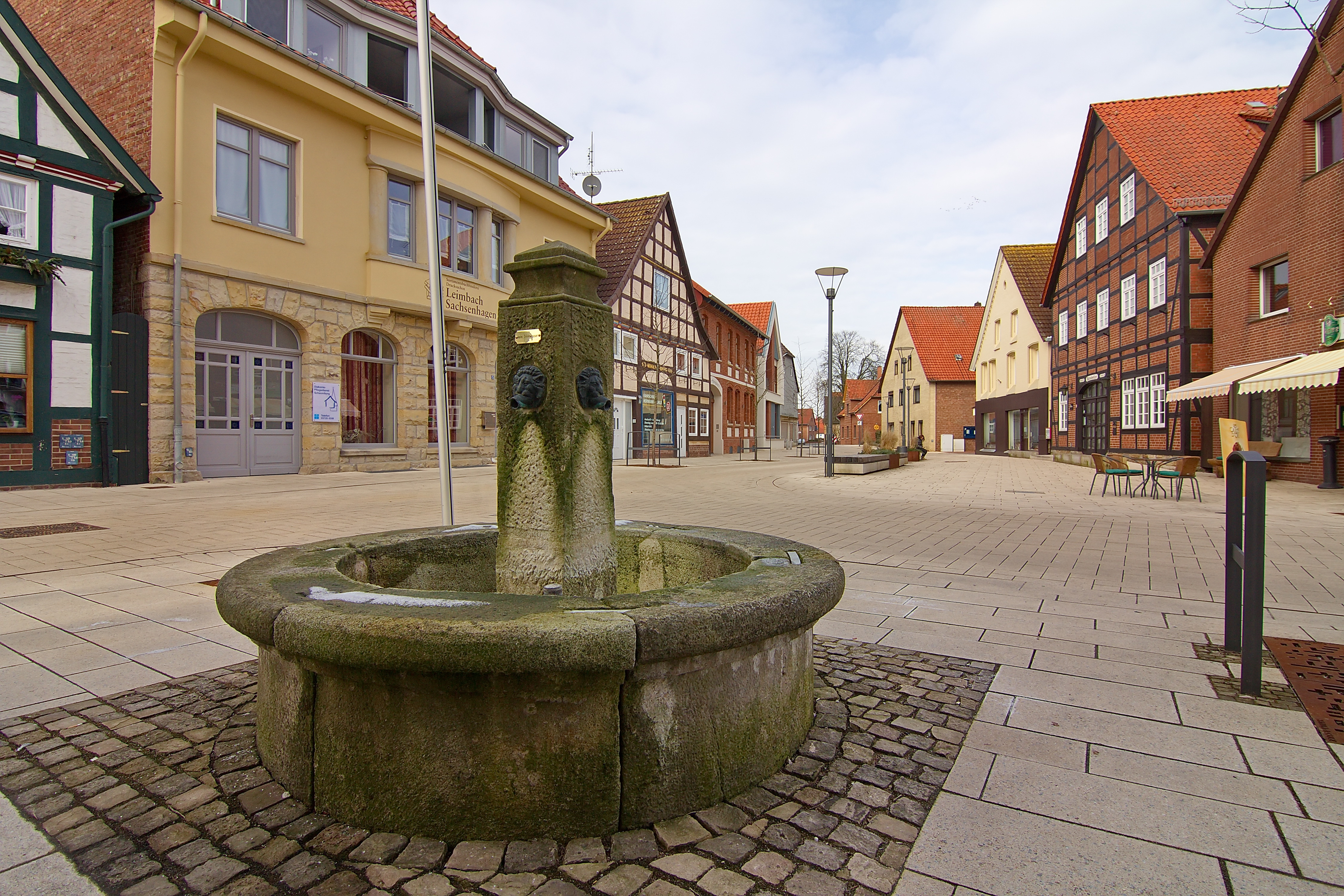
Marktplatz
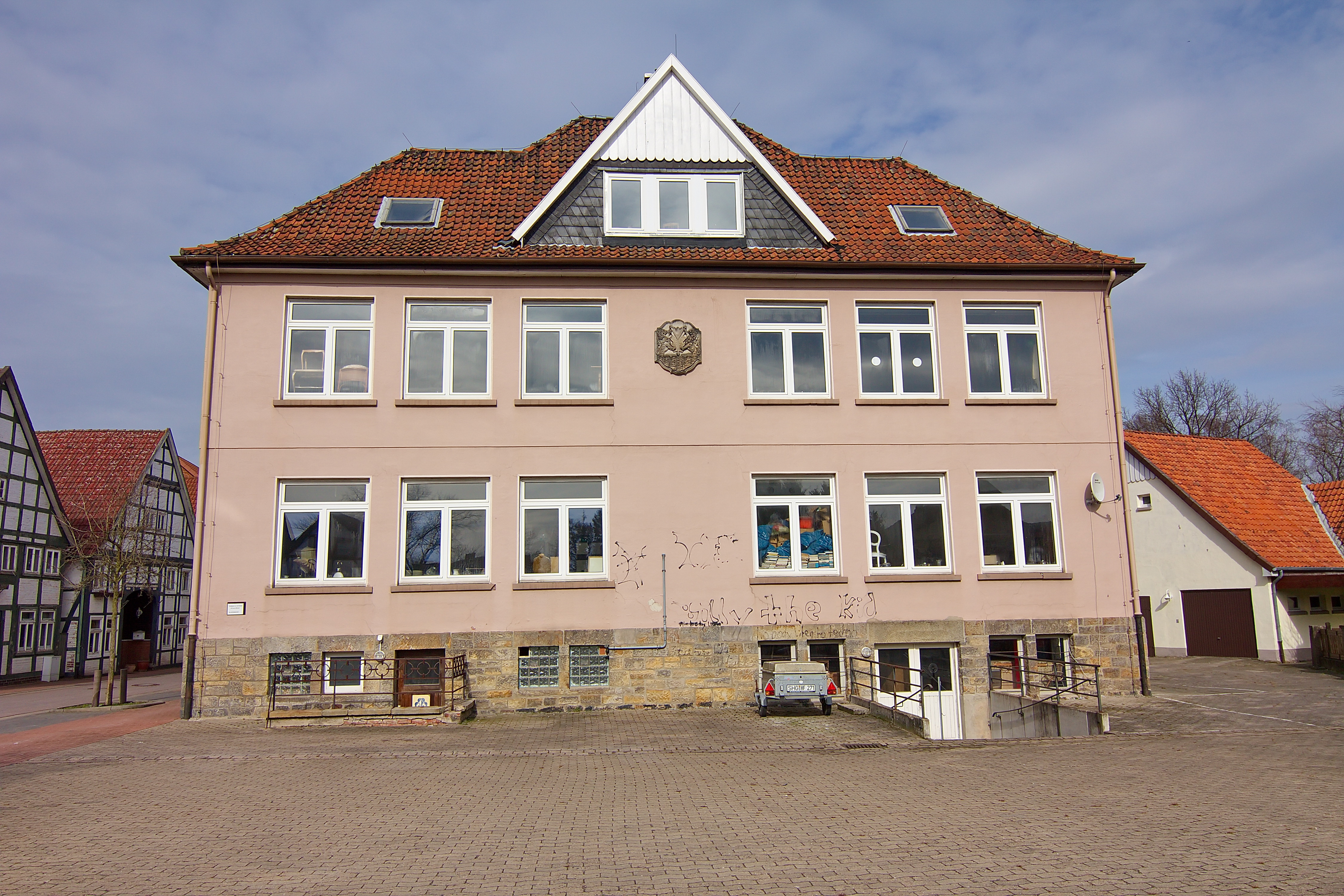
Ehemalige Schule und Stadtbücherei
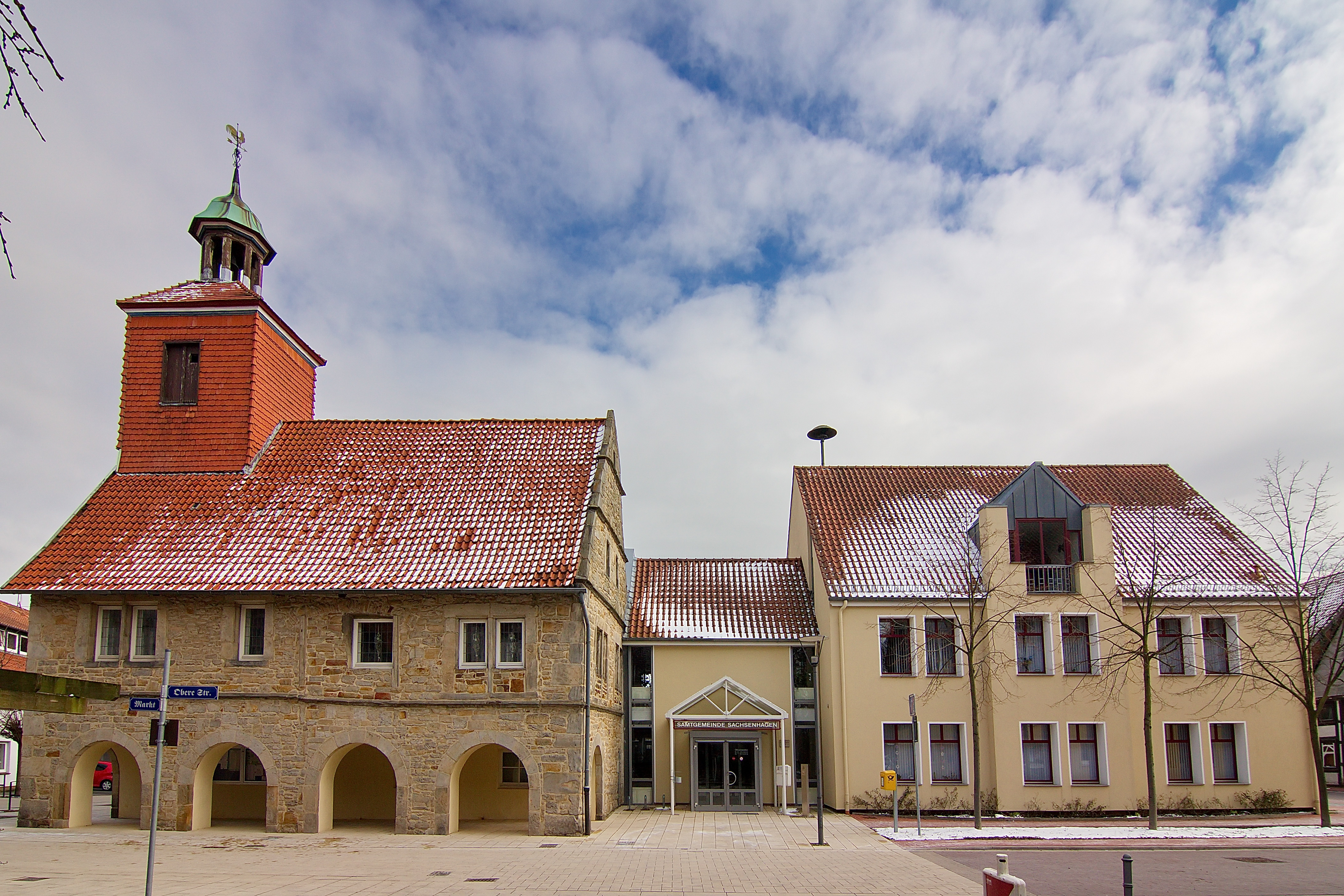
Rathaus von 1607
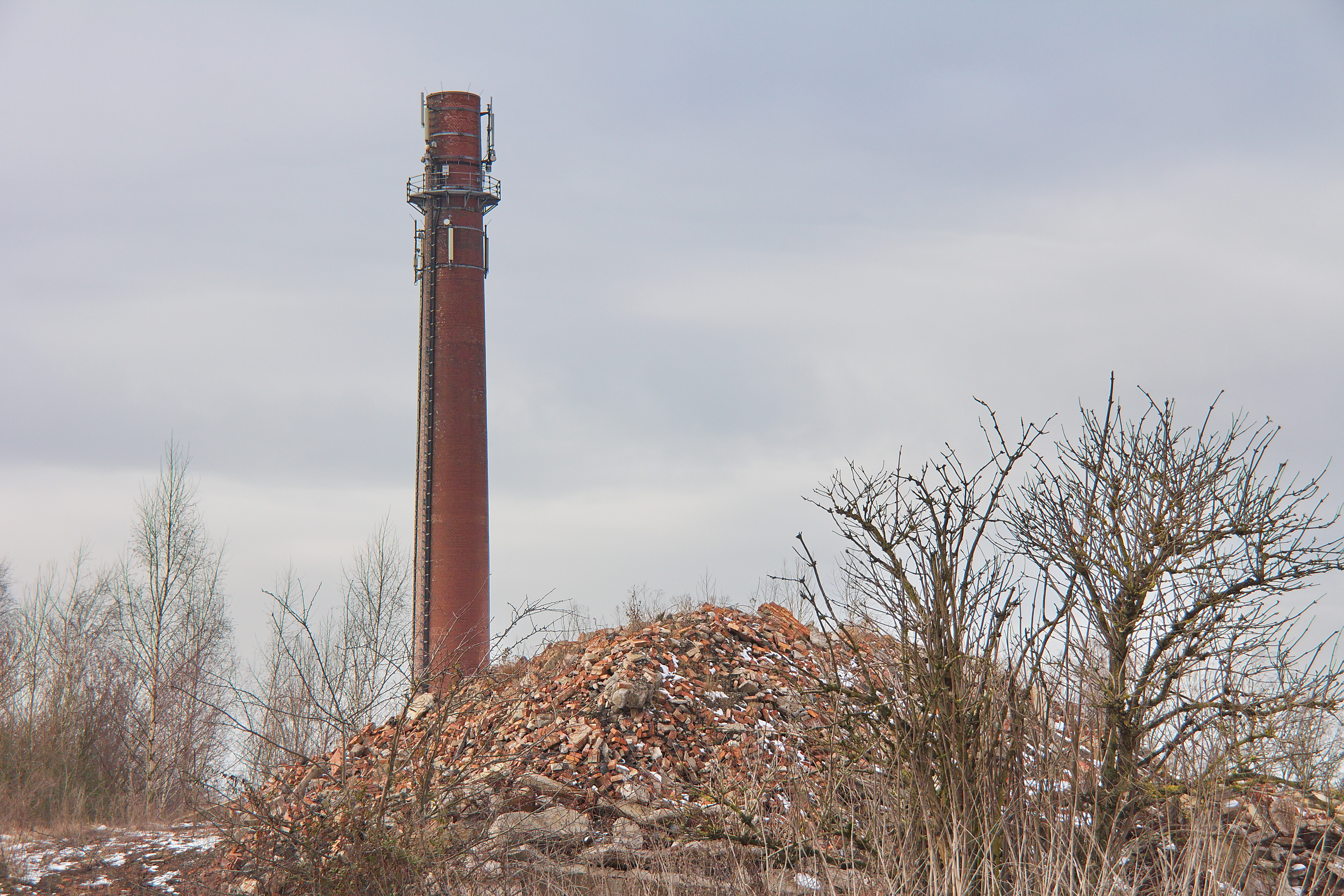
Schornstein der alten Ziegelei
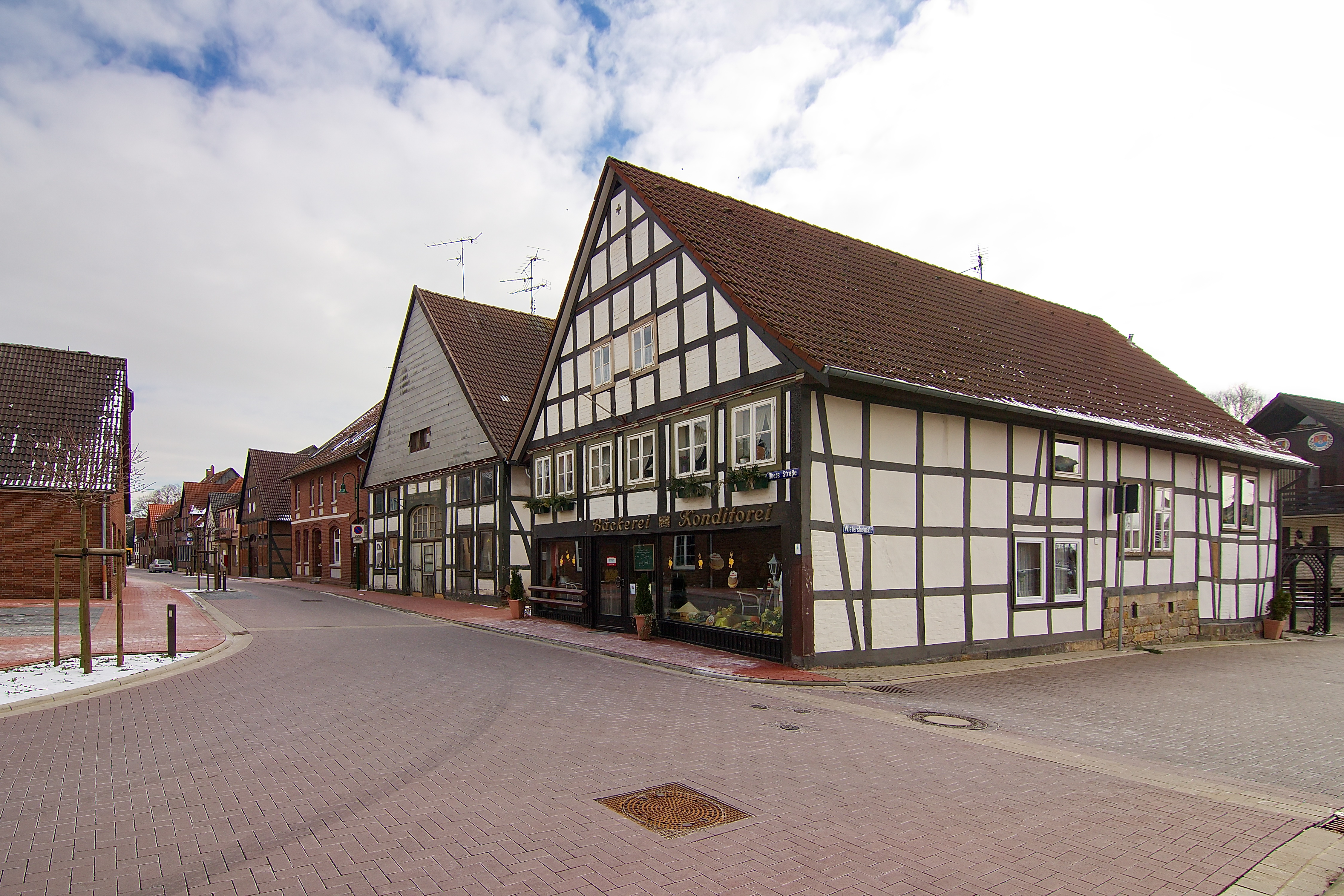
Obere Straße

### Sport
Sachsenhagen hat drei Sportplätze, eine Sporthalle sowie ein Fitness-Studio.
In Nienbrügge gibt es eine Kegelbahn.
Der Sportverein SV Victoria Sachsenhagen wurde 1900 gegründet und bietet u. a. Fußball, Tischtennis und eine Jedermann-Sparte an. Die Heimspiele der Fußballer werden im „Kanal-Stadion“ ausgeführt.

### Regelmäßige Veranstaltungen
- Stadtfest (Gerade Jahre im September)
- Gewerbeschau (Ungerade Jahre im September)
- Nikolausmarkt (1. Samstag im Dezember)
- Städtisches Schützenfest (um den 1. Sonntag im Juli)

## Wirtschaft und Infrastruktur
Mit der Fertigstellung des Mittellandkanals 1916 bekam Sachsenhagen einen Hafen, der noch heute ein bedeutender Wirtschaftsfaktor für die Stadt ist. Nach 1945 entstanden größere Siedlungen und auch Gewerbebetriebe. 1993 eröffnete man in der großen Tonkuhle an der alten Ziegelei westlich der Stadt das (Müll)-Entsorgungszentrum des Landkreises. Weiter westlich, im Wald bei Nienbrügge, wurde 2001 in einem ehemaligen Armee-Depot eine Wildtier- und Artenschutzstation eingerichtet.
Trotz des nahen Naturparks Steinhuder Meer spielt der Tourismus in der Stadt nur eine untergeordnete Rolle.

### Öffentliche Einrichtungen
Die Ortsfeuerwehr Sachsenhagen ist eine von zwei Stützpunktfeuerwehren in der Samtgemeinde Sachsenhagen. Sie sorgt für den Brandschutz und die allgemeine Hilfe und benutzt dazu ein Tanklöschfahrzeug 8/18, ein Löschgruppenfahrzeug 10/6, ein Tanklöschfahrzeug TLF 3000 sowie einen von der Abfallwirtschaftsgesellschaft des Landkreises Schaumburg (AWS) zur Verfügung gestellten Schlauchanhänger. Für den Transport von Kindern der Kinderfeuerwehr und Jugendlichen der Jugendfeuerwehr wurde ein Mannschaftstransportfahrzeug vom Träger der Feuerwehren beschafft. Im Ortsteil Nienbrügge versieht die Ortsfeuerwehr Nienbrügge, ausgestattet mit einem Tragkraftspritzenfahrzeug, ihren Dienst.

### Bildung
In Sachsenhagen gibt es zwei Kindertagesstätten: den Kindergarten „Wirbelwind“ und den Kindergarten mit Krippe „KinderReich“. Eine Grundschule, die Gerda-Philippsohn-Schule. Weiterführende Schulen befinden sich in Lindhorst (Oberschule) und Stadthagen (Integrierte Gesamtschule und Gymnasien).

### Verkehr

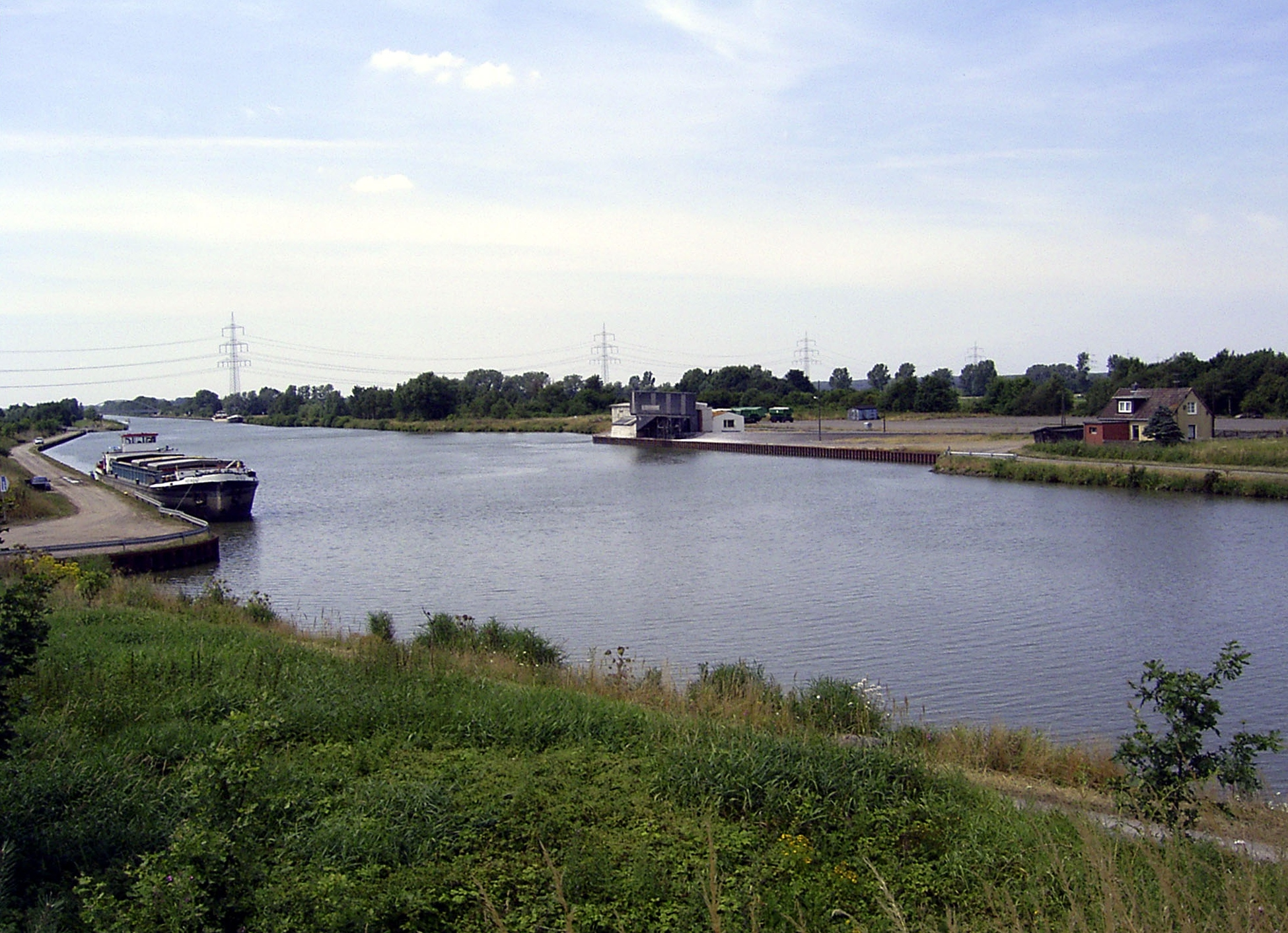
Der Hafen Sachsenhagen am Mittellandkanal

- Der Bahnhof Wunstorf ist 15 km entfernt, der Bahnhof in Lindhorst fünf Kilometer und Stadthagen 15 Kilometer.
- Eine Busverbindung besteht nach Stadthagen.
- Die Bundesautobahn 2 ist über Wunstorf und Bad Nenndorf zu erreichen.
- Die Bundesstraße 441 verläuft 8 km nördlich von Sachsenhagen.
- Der Flughafen Hannover ist 50 km entfernt.
- An die Bundeswasserstraße Mittellandkanal besteht am Hafen Sachsenhagen ein direkter Anschluss.

## Persönlichkeiten
- Oskar Bürgener (* 23. März 1876 in Sachsenhagen; † 12. Januar 1966 in Stralsund), deutscher Gymnasiallehrer, Biologe und Botaniker
- Arthur Konrad Ernsting (* 1709 in Sachsenhagen; † 11. September 1768), Physikus der Ämter Sachsenhagen und Stadthagen[16]
- Ludwig Klingemann (* 2. Januar 1887 in Sachsenhagen; † 12. Juni 1942 in Schöningen), Arbeiterführer, Gemeinderatsmitglied in Vorsfelde und NS-Opfer[17]
- Christel Irmscher (* 14. April 1946 in Sachsenhagen), deutsche Künstlerin